# Vickers F.B.5
El Vickers F.B.5 (Fighting Biplane 5, biplano de combate 5) (conocido como "Gunbus") fue un biplano militar británico propulsor biplaza de la Primera Guerra Mundial. Armado con una única ametralladora Lewis de 7,7 mm operada por el observador en la parte delantera de la góndola, fue el primer avión construido específicamente para el combate aire-aire en entrar en servicio, lo que lo convirtió en el primer caza operativo del mundo.

## Diseño y desarrollo
Vickers comenzó a experimentar con el concepto de un avión de guerra armado, diseñado para destruir otras aeronaves, en 1912. El primer avión resultante fue el "Destroyer" (posteriormente denominado E.F.B.1), que se exhibió en el Salón Aeronáutico Olympia de Londres en febrero de 1913, pero se estrelló en su vuelo inaugural. Este avión tenía la configuración propulsora "Farman", para evitar el problema de disparar a través de una hélice tractora, y estaba armado con una sola ametralladora Vickers alimentada por cinta.
Vickers continuó con el desarrollo de biplanos propulsores armados, y su diseñador jefe Archie Low elaboró un nuevo diseño, el Vickers Type 18, o E.F.B.2. Este era un biplano de dos vanos propulsado por un solo motor rotativo Gnome Monosoupape de nueve cilindros y 60 kW (80 hp); el avión tenía una estructura de tubos de acero, con alas y cola recubiertas de tela, y una góndola recubierta de duraluminio con grandes ventanas de celuloide en los laterales. Las alas de envergaduras desiguales no estaban decaladas, con control lateral mediante deformación alar, mientras que el avión poseía un gran plano de cola semicircular. El armamento seguía siendo una única ametralladora Vickers montada en el morro de la góndola, con posibilidad de movimiento limitada y muy mala visibilidad para el artillero. El E.F.B.2 realizó su primer vuelo en Brooklands el 26 de noviembre de 1913. Pronto le siguió el E.F.B.3, propulsado por un motor similar, pero utilizando alerones en lugar de deformación alar, y con alas de misma envergadura, mientras que la góndola omitía las grandes ventanas instaladas en el E.F.B.2.
La ametralladora alimentada por cinta resultó problemática, y el arma fue reemplazada por la ametralladora Lewis de 7,7 mm, más ligera y manejable, alimentada por tambor.
El F.B.5 voló por primera vez el 17 de julio de 1914. Estaba propulsado por un único motor rotativo de nueve cilindros Gnome Monosoupape de 75 kW (100 hp) que movía una hélice bipala, y tenía un diseño simple, limpio y convencional en comparación con sus predecesores.

### F.B.6
El Vickers F.B.6 fue una evolución del F.B.5 con una mayor envergadura en el ala superior. Sólo se construyó una unidad.

### F.B.9
Un desarrollo posterior del F.B.5, el Vickers F.B.9, contaba con una góndola más aerodinámica y un montaje de anillo mejorado (Vickers o Scarff) para la ametralladora Lewis. Se entregaron cincuenta ejemplares a unidades de entrenamiento del Real Cuerpo Aéreo. Algunos sirvieron en algunos escuadrones de F.E.2b mientras esperaban sus nuevos aviones, entre finales de 1915 y principios de 1916.

## Historia operacional
El primer F.B.5 fue entregado al Escuadrón N.° 6 del Real Cuerpo Aéreo (RFC) en el Aeródromo de Netheravon en noviembre de 1914. El 25 de diciembre tuvo lugar el primer uso del F.B.5 en acción, cuando el avión No. 664 despegó del aeródromo de Joyce Green para enfrentarse a un monoplano alemán Taube, alcanzando al mismo (y posiblemente causando su pérdida) con balas incendiarias de una carabina, después de que la ametralladora Lewis se atascara. Dieciocho días después, la misma tripulación de vuelo, los tenientes segundos M.R. Chidson y D.C. W. Sanders, pilotando el primer F.B.5 en Francia, el No. 1621, se vio obligada a aterrizar detrás de las líneas alemanas y el nuevo avión cayó en manos enemigas.
El F.B.5 comenzó a verse en el Frente Occidental cuando el primer ejemplar llegó al Escuadrón N.º 2 del RFC el 5 de febrero de 1915. El modelo sirvió en solitario o en parejas con varias otras unidades antes de que el Escuadrón N.º 11 del RFC se convirtiera en el primer escuadrón de cazas del mundo cuando, completamente equipado con el F.B.5, se desplegó en Villers-Bretonneux (Francia) el 25 de julio de 1915. El teniente segundo G.S.M. Insall del 11.º Escuadrón ganó la Cruz Victoria por una acción el 7 de noviembre de 1915 en la que destruyó un avión alemán mientras volaba un Gunbus. El 18.º Escuadrón del RFC, que se desplegó en Francia en noviembre de 1915, también operó exclusivamente el F.B.5.
Los primeros aviones estaban equipados con Monosoupape de fabricación británica, que inicialmente resultaron menos fiables que los motores de fabricación francesa. Se realizó un gran trabajo antes de que estuviera disponible un montaje de cañón útil. Aunque su ametralladora de fuego frontal era una gran ventaja, el F.B.5 era relativamente lento. Los pilotos alemanes solían aprovechar la mayor velocidad de sus aviones para evitar el combate; sin embargo, esto seguía siendo útil, ya que despejaba el cielo de aviones enemigos. Sólo el equipo de piloto/observador formado por Lionel Rees y James McKinley Hargreaves se convirtió en as volando este modelo.

Nunca pretendió ser capaz de batir récords de velocidad o altitud. Se sentía feliz desplazándose torpemente sobre el Ejército alemán, lanzando su sonoro desafío para que todos lo oyeran y sin evadir jamás una prueba de fuerza.
Teniente A.J. Insall (observador de F.B.5)

A finales de 1915, el Eindecker superó a este avión. Se enviaron ejemplares del Vickers F.B.9 mejorado a Francia, a la espera de suficientes suministros del Royal Aircraft Factory F.E.2b. Sin embargo, tanto el F.B.5 como el F.B.9 fueron retirados del servicio de primera línea en julio de 1916. Los ejemplares restantes, en servicio con Reino Unido, se utilizaron principalmente como aviones de entrenamiento.
Se construyeron 12 F.B.5 bajo licencia en Dinamarca. Se completaron en 1916 y permanecieron en servicio en el Cuerpo Aéreo del Ejército Danés hasta su retirada en 1924.

### Legado
La compañía Vickers persistió con un programa experimental activo durante el período de la Primera Guerra Mundial, incluida una línea de cazas monoplaza propulsores que culminó con el Vickers F.B.26 Vampire de 1917-18, pero el F.B.5 siguió siendo su único avión de producción significativo hasta el bombardero Vimy, que entró en servicio demasiado tarde para afectar a la guerra.
El Vickers F.B.5 dejó un legado perdurable, ya que los pilotos alemanes seguían refiriéndose a los aviones propulsores británicos como "tipo Vickers". Muchas victorias sobre los aviones propulsores DH.2 o F.E.2b fueron informadas como la destrucción de un "Vickers".
En 1966 se completó una réplica volable del F.B.5 Gunbus y voló hasta finales de 1968. En 2014 estaba en exhibición en el Museo de la Real Fuerza Aérea en Hendon, cerca de Londres.

## Variantes

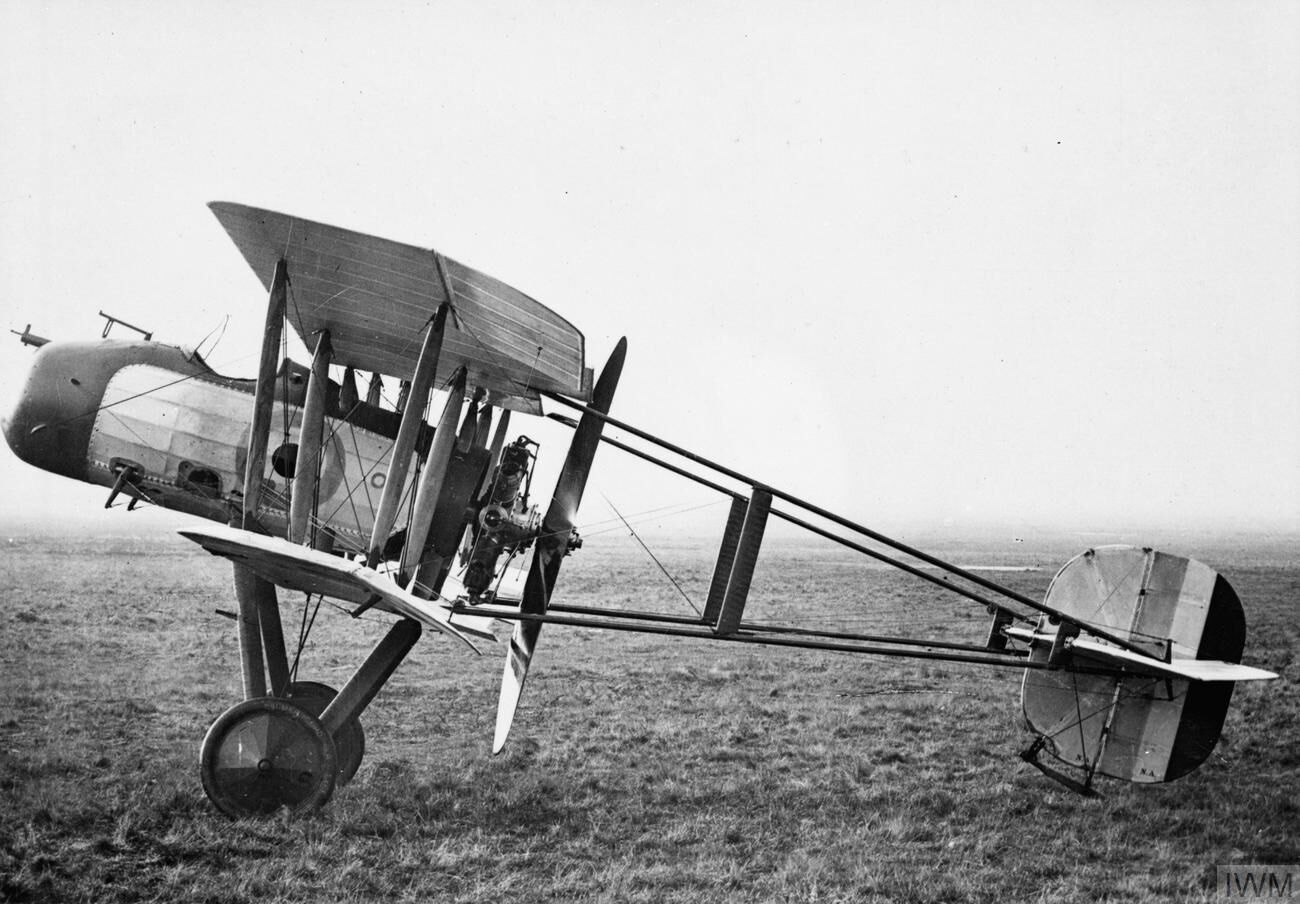
Bombay (2), un F.B.5a.

E.F.B.2 (Vickers Type 18)
Prototipo de caza biplaza monomotor propulsado por un motor rotativo Gnome Monosoupape de 75 kW (100 hp). Presentaba un ligero voladizo en las alas superiores y controles por deformación alar. Su góndola estaba equipada con grandes ventanas de celuloide y estaba armada con una sola ametralladora Vickers. Se construyó un ejemplar.
E.F.B.3 (Vickers Type 18B)
Caza revisado, con alas de envergaduras iguales, controles de alerón y góndola revisada sin ventanas. Una unidad construida.
E.F.B.4
Diseño propuesto con una disposición similar a la del "Destroyer" (no construido).
E.F.B.5
Desarrollo mejorado del E.F.B.3. Seis construidos para el RFC y el RNAS.
F.B.5
Versión de producción del E.F.B.5 con superficies de cola rectangulares. Al menos 120 construidos por Vickers, 75 por Darracq en Francia y 12 por "Tøjhusvoerkstedt" (Talleres del Arsenal Danés), lo que suma un total de al menos 207.
F.B.6
Aviones de preproducción, que se diferencian del E.F.B.5 por tener alas revisadas de envergaduras desiguales con gran voladizo y alerones sólo en el ala superior. Se construyó un ejemplar.
F.B.9
Derivado mejorado del F.B.5, con alas y cola revisadas, góndola más aerodinámica, un nuevo tren de aterrizaje de tipo en V y el uso de arriostramiento aerodinámico Rafwire en lugar del arriostramiento convencional por cable. 95 construidos por Vickers y 24 por Darracq, lo que da un total de 119.
F.B.10
Desarrollo propuesto con motor Isotta Fraschini de 75 kW (100 hp). No construido.
S.B.1
Diseño de 1914 de un entrenador de doble mando basado en el E.F.B.3 y propulsado por un motor radial Anzani de 75 kW (100 hp). No construido.

## Operadores
Dinamarca
- Real Fuerza Aérea Danesa: operó 12 aviones construidos bajo licencia de 1916 a 1924.

 Reino Unido
- Real Cuerpo Aéreo

## Galería

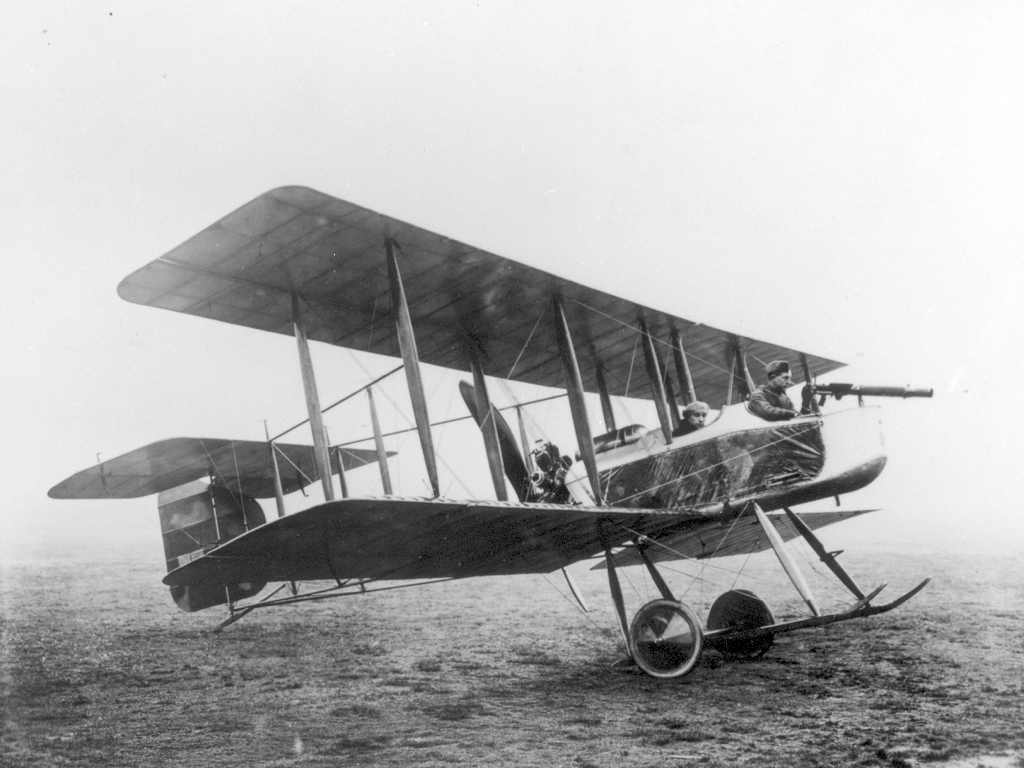
F.B.5 Gunbus del Real Cuerpo Aéreo.
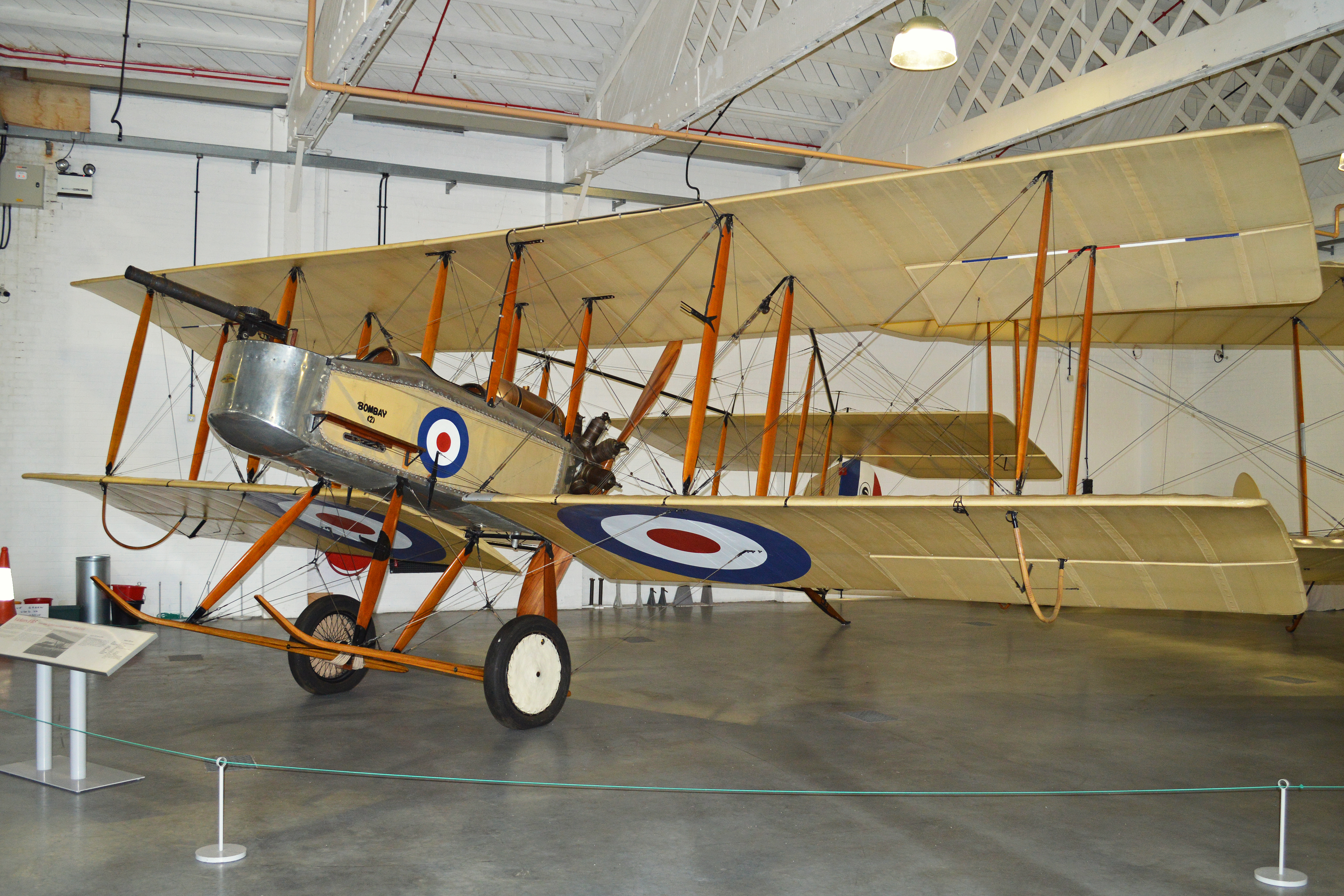
F.B.5 expuesto en la Grahame-White Factory. Museo de la RAF, Hendon.
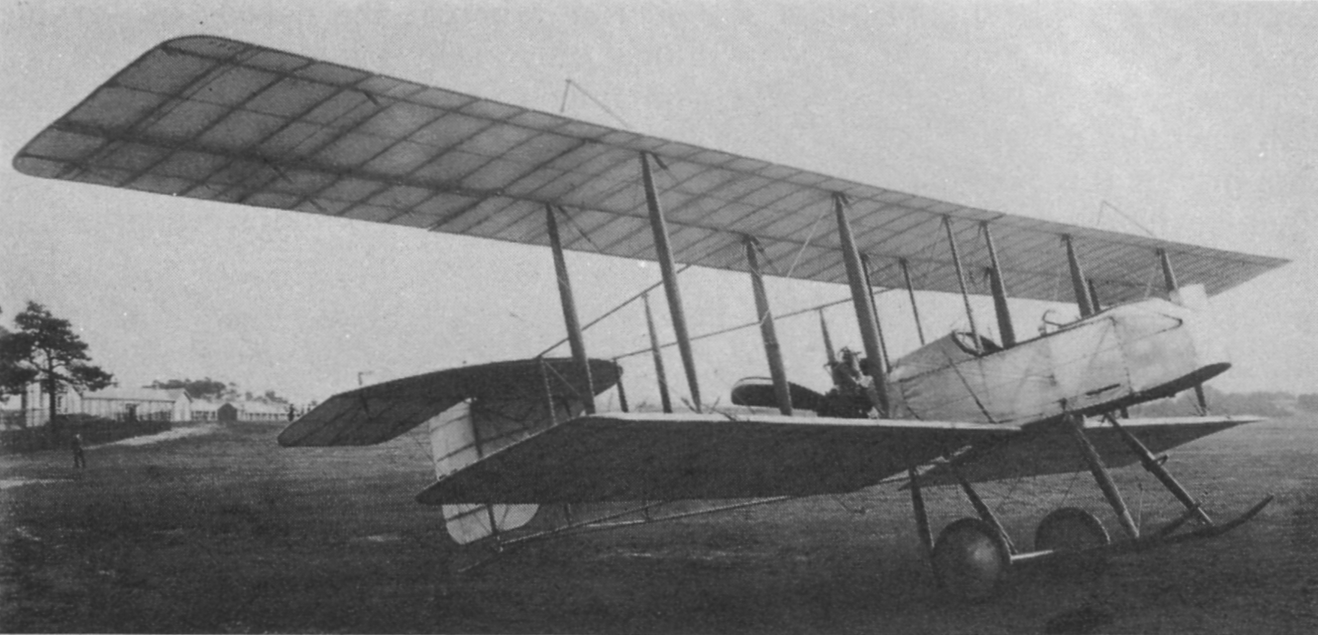
El único F.B.6 mostrando su voladizo.
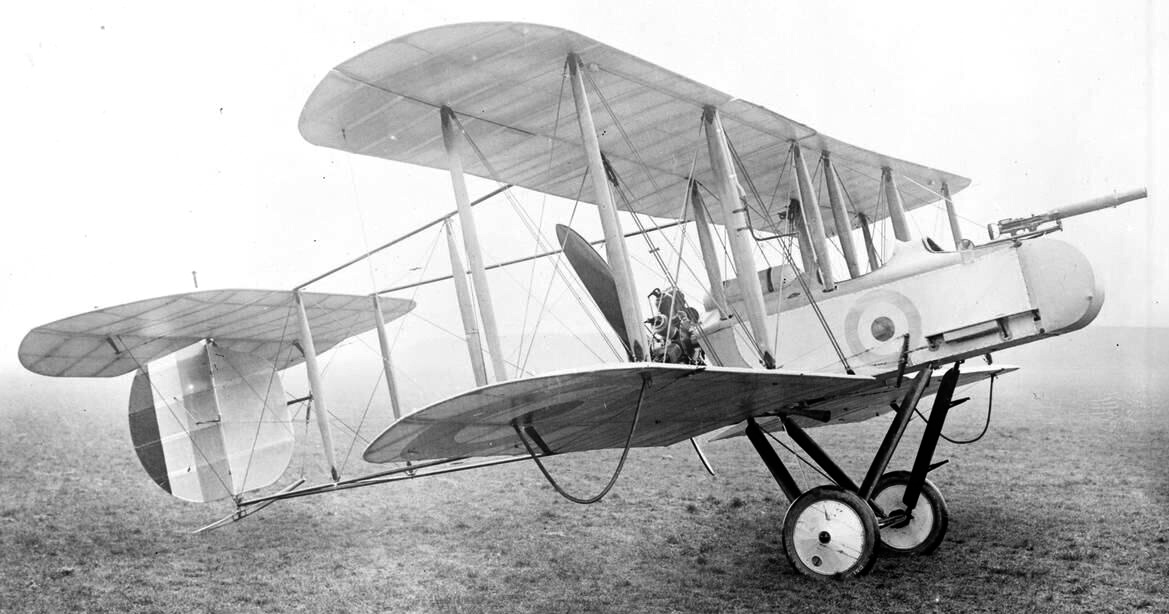
Vickers F.B.9, 1915.

## Especificaciones (F.B.5)
Referencia datos: Vickers Aircraft since 1908

### Características generales
- Tripulación: Dos (piloto y observador/artillero)
- Longitud: 8,3 m (27,2 ft)
- Envergadura: 11,1 m (36,5 ft)
- Altura: 3,4 m (11 ft)
- Superficie alar: 35,5 m² (382,1 ft²)
- Peso vacío: 553 kg (1218,8 lb)
- Peso cargado: 930 kg (2049,7 lb)
- Planta motriz: 1× motor rotativo de 9 cilindros refrigerado por aire Gnome Monosoupape.
  - Potencia: 75 kW (103 HP; 102 CV)
- Hélices: Bipala de paso fijo

### Rendimiento
- Velocidad nunca excedida (Vne): 110 km/h (68 MPH; 59 kt)
- Velocidad máxima operativa (Vno):  a 1500 m (5000 pies)
- Alcance: 400 km (216 nmi; 249 mi) (4,5 horas)[24]
- Techo de vuelo: 2700 m (8858 ft)
- Carga alar: 26 kg/m²
- Potencia/peso: 0,08 kW/kg
- Tiempo a altitud: 16 min para 1500 m (5000 pies)

### Armamento
- Ametralladoras: 

  - 1x Lewis de 7,7 mm con cargador de tambor en la cabina frontal del observador

## Aeronaves relacionadas

### Desarrollos relacionados
- Vickers E.F.B.1

### Aeronaves similares
- Royal Aircraft Factory F.E.2
- Airco DH.1

### Secuencias de designación
- Secuencia E.F.B./F.B._ (interna de Vickers): E.F.B.1 - E.F.B.2 - E.F.B.3 - E.F.B.4 - F.B.5 - F.B.6 - E.F.B.7 - E.F.B.8 - F.B.9 - F.B.11 - F.B.12 - F.B.14 →